# The Paul
The Paul var en dansk restaurant, beliggende i Glassalen i Tivoli i København. Den eksisterede fra 2003 til 2011, og havde fra 2004 til lukningen én stjerne i Michelinguiden.

## Historie
Da Tivoli den 11. april 2003 åbnede for årets sæson, var det samtidig premiere på en gourmetrestaurant med kok Paul Cunningham som køkkenchef i lokaler i Glassalen. Det var Tivolis ledelses ambition, at forlystelsesparken skulle have én stjerne i Michelinguiden, og det skulle The Paul sørge for.
I marts 2004 fik The Paul tildelt én michelinstjerne, og dermed den første stjerne til en restauration i Tivoli.
Selskabet bag The Paul gik i november 2008 i betalingsstandsning, da Cateringgruppen, som ejede halvdelen af restauranten, ikke kunne fortsætte sit finansielle og administrative engagement på grund af finanskrisen. Derefter blev driften af The Paul flyttet over til Tivoli, hvilket var første gang i havens historie, at den overtog halvdelen af ejerskabet i en restaurant. Den daglige drift af The Paul fortsatte uændret.
Paul Cunningham valgte i september 2011 at lukke The Paul permanent, efter at han var blevet ramt af stress. The Paul havde sidste åbningsdag den 24. september 2011, efter at den siden 2004 havde bevaret sin stjerne i Michelinguiden. Lokalerne i Glassalen blev året efter overtaget af Adam og James Price, mens Cunningham rykkede til Henne Kirkeby Kro i Vestjylland.